# Mōri Kōmatsumaru
Mōri Kōmatsumaru (毛利 幸松丸?; 1515 – 25 agosto 1523) è stato un daimyō giapponese del periodo Sengoku, undicesimo capo del clan Mōri.

## Biografia
Kōmatsumaru fu il figlio maggiore ed erede di Mōri Okimoto. Suo padre morì giovane e Kōmatsumaru divenne capo del clan nel 1516, quando aveva un solo anno di vita. Data la giovane età rimase in custodia dello zio Mōri Motonari. Morì quando aveva solo sette o otto anni e gli succedette lo stesso Motonari. 